# Lower Salford Township (comté de Montgomery, Pennsylvanie)
Pour les articles homonymes, voir Lower Salford Township.
Lower Salford Township est un township du comté de Montgomery, en Pennsylvanie, aux États-Unis.